# Igor Sokołow
Igor Aleksandrowicz Sokołow (ros. Игорь Александрович Сокололов; 2 stycznia 1958 w Ufie) – radziecki strzelec, złoty medalista igrzysk olimpijskich, mistrzostw świata i mistrzostw Europy.

## Kariera
Sokołow specjalizował się w strzelaniach do ruchomych tarcz. Uczestnik Letnich Igrzysk Olimpijskich 1980, podczas których wystartował w ruchomej tarczy z 50 m. Osiągnął najlepszy wynik ex aequo z Thomasem Pfefferem z NRD, jednak zwyciężył z nim po dogrywce (97–95). Wynik osiągnięty przez obydwu zawodników został nowym rekordem świata (589 pkt.).
Zawodnik ma w dorobku 12 medali mistrzostw świata, w tym 9 złotych i 3 srebrne. Wśród tych trofeów 8 zostało zdobytych z drużyną, a 4 indywidualnie. Najwięcej medali osiągnął podczas turnieju w roku 1983, gdy wywalczył 3 złote i 1 srebrny medal. Radziecki strzelec osiągnął przynajmniej 10 medali mistrzostw Europy, w tym 6 złotych i 4 srebrne. Jest także mistrzem ZSRR z 1978 i 1980 roku. W 1980 roku otrzymał tytuł Zasłużonego Mistrza Sportu ZSRR.
Sokołow był również sędzią oraz trenerem (w latach 1990–1992) Rosyjskiej Republiki Radzieckiej w strzelectwie. Wyróżniony tytułem Zasłużonego Trenera Rosji (1995). Odznaczony m.in. Orderem „Znak Honoru” (1980), Orderem Przyjaźni Narodów (1985) i Orderem Przyjaźni Narodów Republiki Baszkortostanu (2004).

## Wyniki

### Igrzyska olimpijskie
| Igrzyska    | Konkurencja          | Wynik              | Miejsce | Źródło |
| ----------- | -------------------- | ------------------ | ------- | ------ |
| Moskwa 1980 | Ruchoma tarcza, 50 m | 589 pkt. (298–291) |         | [ 2 ]  |

### Medale na mistrzostwach świata
Opracowano na podstawie materiałów źródłowych:
| Mistrzostwa   | Konkurencja                         | Wynik             | Miejsce |
| ------------- | ----------------------------------- | ----------------- | ------- |
| Linz 1979     | Ruchoma tarcza, 50 m mix            | 386 pkt.          |         |
| Linz 1979     | Ruchoma tarcza, 50 m mix, drużynowo | 1533 pkt. (druż.) |         |
| Mala 1981     | Ruchoma tarcza, 50 m, drużynowo     | 2341 pkt. (druż.) |         |
| Mala 1981     | Ruchoma tarcza, 50 m mix, drużynowo | 1550 pkt. (druż.) |         |
| Caracas 1982  | Ruchoma tarcza, 10 m                | 378 pkt.          |         |
| Caracas 1982  | Ruchoma tarcza, 10 m, drużynowo     | 1505 pkt. (druż.) |         |
| Caracas 1982  | Ruchoma tarcza, 50 m, drużynowo     | 2316 pkt. (druż.) |         |
| Edmonton 1983 | Ruchoma tarcza, 10 m                | 385 pkt.          |         |
| Edmonton 1983 | Ruchoma tarcza, 10 m, drużynowo     | 1121 pkt. (druż.) |         |
| Edmonton 1983 | Ruchoma tarcza, 50 m                | 591 pkt.          |         |
| Edmonton 1983 | Ruchoma tarcza, 50 m, drużynowo     | 1759 pkt. (druż.) |         |
| Suhl 1986     | Ruchoma tarcza, 50 m mix, drużynowo | 1162 pkt. (druż.) |         |

### Medale na mistrzostwach Europy
Opracowano na podstawie materiałów źródłowych:
| Mistrzostwa    | Konkurencja                     | Wynik    | Miejsce |
| -------------- | ------------------------------- | -------- | ------- |
| Suhl 1978      | Ruchoma tarcza, 50 m (juniorzy) | 576 pkt. |         |
| Graz 1979      | Ruchoma tarcza, 10 m            | 337 pkt. |         |
| Lwów 1979      | Ruchoma tarcza, 50 m            | 576 pkt. |         |
| Ateny 1981     | Ruchoma tarcza, 10 m            | 386 pkt. |         |
| Miszkolc 1981  | Ruchoma tarcza, 50 m            | 595 pkt. |         |
| Miszkolc 1981  | Ruchoma tarcza, 50 m, druż.     | ?        |         |
| Haga 1982      | Ruchoma tarcza, 10 m            | 383 pkt. |         |
| Haga 1982      | Ruchoma tarcza, 10 m, drużynowo | ?        |         |
| Budapeszt 1984 | Ruchoma tarcza, 10 m            | 380 pkt. |         |
| Budapeszt 1984 | Ruchoma tarcza, 10 m, drużynowo | ?        |         |
| Osijek 1985    | Ruchoma tarcza, 50 m mix, druż. | ?        |         |